# Паркер, Юджин Ньюмен
Юджин Ньюмен Паркер (англ. Eugene Newman Parker; 10 июня 1927, Хоутон, Мичиган — 15 марта 2022) — американский физик и астроном, известный своими работами по физике плазмы и физике Солнца. Член Национальной академии наук США (1967) и Норвежской академии наук (2010). Удостоен Национальной научной медали США (1989), лауреат премии Киото (2003).

## Биография и вклад в науку
Родился в Хоутоне (штат Мичиган). В 1948 году получил степень бакалавра в Университете штата Мичиган. Продолжил образование в Калифорнийском технологическом институте, где работал с Левереттом Дэвисом-младшим и в 1951 году защитил докторскую диссертацию о взаимодействии пылевых частиц с межзвёздной средой. В 1951—1955 годах преподавал в университете штата Юта. С 1955 года работал в Институте Энрико Ферми Чикагского университета, в том числе с 1962 года — в должности профессора физики, возглавлял кафедру астрономии и астрофизики университета. В 1995 году вышел в отставку.
Основные труды в области физики плазмы и её приложений к проблемам астрофизики и геофизики. Исследовал решения уравнений движения для бесстолкновительной плазмы, ускорение быстрых частиц и магнитную аннигиляцию в солнечных вспышках, образование солнечных пятен и природу магнитного поля Солнца, распространение ударных волн в межпланетном пространстве, происхождение и структуру галактических магнитных полей, происхождение и распространение галактических космических лучей. Выполнил пионерские работы по изучению свойств солнечного ветра и его взаимодействия с геомагнитным полем. Рассмотрел модель внешней атмосферы Солнца с постоянным истечением вещества из короны и показал, что скорость солнечного ветра растёт с удалением от Солнца, достигая сверхзвуковых значений; проанализировал влияние расширяющейся короны на магнитное поле в окрестностях Солнца и нашёл, что поле должно быть спиральным вследствие вращения Солнца. Его выводы о скорости солнечного ветра и спиральной структуре солнечного магнитного поля были впоследствии подтверждены с помощью космических аппаратов.

## Награды, отличия, почести
- Медаль Арцтовского[англ.] (1969)
- Премия Генри Норриса Рассела (1969)
- Премия Дж. Э. Хейла Американского астрономического общества (1978, первый удостоенный)
- Медаль Чепмена Королевского астрономического общества (1979)
- Национальная научная медаль США (1989)
- Медаль Карла Шварцшильда (1990)
- Медаль Уильяма Боуи[англ.] (1990)
- Золотая медаль Королевского астрономического общества (1992)
- Медаль Кэтрин Брюс (1997)
- Премия Киото (2003)
- Премия Джеймса Клерка Максвелла по физике плазмы[англ.] (2003)
- Премия Ханнеса Альфвена (2012)
- Медаль Американского физического общества за исключительные достижения в исследованиях[англ.] (2018)
- Премия Крафорда (2020)

В его честь названы солнечный зонд «Паркер», запущенный в космос 12 августа 2018, а также астероид (11756) Джинпаркер.

## Избранные публикации
Книги
- Parker E.N. Interplanetary dynamical processes. — New York: Interscience Publishers, 1963.
- Parker E.N. Cosmical Magnetic Fields: Their Origin and their Activity. — Oxford University Press, 1979. В русском переводе: Паркер Е. Космические магнитные поля: в 2 томах. — М.: Мир, 1982.
- Parker E.N. Spontaneous Current Sheets in Magnetic Fields: With Applications to Stellar X-rays. — Oxford University Press, 1994.
- Parker E.N. Conversations on Electric and Magnetic Fields in the Cosmos. — Princeton University Press, 2007. В русском переводе: Паркер Ю. Беседы об электрических и магнитных полях в космосе. — Ижевск: РХД, 2011.

Статьи
- Parker E.N. The Formation of Sunspots from the Solar Toroidal Field // Astrophysical Journal. — 1955. — Vol. 121. — P. 491-507. — doi:10.1086/146010.
- Parker E.N. Hydromagnetic Dynamo Models // Astrophysical Journal. — 1955. — Vol. 122. — P. 293-314. — doi:10.1086/146087.
- Meyer P., Parker E.N., Simpson J.A. Solar cosmic rays of February, 1956 and their propagation through interplanetary Space // Physical Review. — 1956. — Vol. 104, № 3. — P. 768-783. — doi:10.1103/PhysRev.104.768.
- Parker E.N. Sweet's Mechanism for Merging Magnetic Fields in Conducting Fluids // Journal of Geophysical Research. — 1957. — Vol. 62, № 4. — P. 509-520. — doi:10.1029/JZ062i004p00509.
- Parker E.N. Dynamics of the Interplanetary Gas and Magnetic Fields // Astrophysical Journal. — 1958. — Vol. 128. — P. 664-676. — doi:10.1086/146579.
- Dessler A.J., Parker E.N. Hydromagnetic theory of geomagnetic storms // Journal of Geophysical Research. — 1959. — Vol. 64, № 12. — P. 2239-2252. — doi:10.1029/JZ064i012p02239.
- Parker E.N. The Solar-Flare Phenomenon and the Theory of Reconnection and Annihiliation of Magnetic Fields // Astrophysical Journal Supplement. — 1963. — Vol. 8. — P. 177-211. — doi:10.1086/190087.
- Parker E.N. The passage of energetic charged particles through interplanetary space // Planetary and Space Science. — 1965. — Vol. 13, № 1. — P. 9-49. — doi:10.1016/0032-0633(65)90131-5.
- Parker E.N. Dynamical theory of the solar wind // Space Science Reviews. — 1965. — Vol. 4, № 5-6. — P. 666-708. — doi:10.1007/BF00216273.
- Parker E.N. The Dynamical State of the Interstellar Gas and Field // Astrophysical Journal. — 1966. — Vol. 145. — P. 811-833. — doi:10.1086/148828.
- Parker E.N. Topological Dissipation and the Small-Scale Fields in Turbulent Gases // Astrophysical Journal. — 1972. — Vol. 174. — P. 499-510. — doi:10.1086/151512.
- Parker E.N. Nanoflares and the Solar X-Ray Corona // Astrophysical Journal. — 1988. — Vol. 330. — P. 474-479. — doi:10.1086/166485.
- Parker E.N. Fast dynamos, cosmic rays, and the galactic magnetic field // Astrophysical Journal. — 1992. — Vol. 401, № 1. — P. 137-145. — doi:10.1086/172046.
- Parker E.N. A solar dynamo surface wave at the interface between convection and nonuniform rotation // Astrophysical Journal. — 1993. — Vol. 408, № 2. — P. 707-719. — doi:10.1086/172631.